# Hagónoy (Dávao del Sur)
Hagónoy es un municipio filipino de tercera categoría, situado en la parte sudeste de la isla de Mindanao. Forma parte de  la provincia de Dávao del Sur situada en la Región Administrativa de Dávao (en cebuano Rehiyon sa Davao), también denominada Región XI. Para las elecciones está encuadrado en el Primer Distrito Electoral.

## Barrios
El municipio  de Hagónoy se divide, a los efectos administrativos, en 21 barangayes o barrios, conforme a la siguiente relación:
| - Aplaya - Balutakay - Clib - Guihing - Hagónoy Crossing | - Kibuaya - La Unión - Lanuro - Lapulabao - Leling | - Mahayahay - Malabang Damsite - Maliit Digos - Nueva Quezón - Paligue | - Población - Sacub - San Guillermo - San Isidro - Sinayaguán - Tologán |  |

## Historia
El actual territorio de la provincia de Davo Oriental  fue parte de la provincia de Caraga durante la mayor parte del Imperio español en Asia y Oceanía (1520-1898).
A principios del siglo XX la isla de Mindanao se hallaba dividida en siete distritos o provincias.
El Distrito 4º de Dávao, llamado hasta 1858  provincia de Nueva Guipúzcoa, tenía por capital el pueblo de Dávao e incluía la  Comandancia de Mati.
Hagónoy era un sitio del  de barrio de Digos, perteneciente al municipio de Santa Cruz en la provincia de Dávao.
El 1 de julio de 1949 fue creado el municipio de Padada, siendo Hagónoy uno de sus barrios.
El 28 de mayo de 1953 Hagónoy se separa de Padada  convirtiéndose en un nuevo municipio.
El 3 de marzo de 1959 se fijan sus límites, comprendiendo los  barrios de Kibuaya, Sacub de Arriba, Sacub de Abajo, Maliit-Digos, La Unión, Malabang, Tulogán, Malinao, Guihing, Pawa, Hagónoy, Balutakay, Leling, y Sinayawan, así como los sitios de Quezón y Polopolo.
En 1967, la provincia de Dávao se divide en tres provincias: Dávao del Norte, Dávao del Sur y Dávao Oriental.